# Ignis Games
A IGNIS Entretenimento e Informática S/C Ltda ou mais conhecida como Ignis Games é uma empresa brasileira desenvolvedora de software de entretenimento eletrônico.
Nascida em 2001, na Incubadora Tecnológica de Curitiba (Intec), a Ignis Entretenimento e Informática Ltda. está desde janeiro de 2004 instalada em Niterói, Rio de Janeiro.
Com apoio do MVP Tech Fund dentro da Incubadora Tecnológica do Instituto de Tecnologia do Paraná (Tecpar) a empresa lançou seu principal título: o MMORPG Erinia, considerado o primeiro MMORPG brasileiro, que é baseado no folclore brasileiro. O paper "Conceituando e resolvendo pragmaticamente os problemas mais críticos de um MMORPG" apresenta alguns dos desafios do desenvolvimento do Erinia.
A Ignis administou também um jogo canadense – The 4th Coming – um RPG virtual, que proporcionou à sua equipe uma visão maior das necessidades dos usuários e de suas preferências.